# Deborah Mitford
Deborah Vivien Freeman-Mitford (Asthall, 31 marzo 1920 – Bakewell, 24 settembre 2014) è stata una nobildonna britannica, la più giovane ed ultima sopravvissuta delle sei sorelle Mitford, la cui fede politica e i cui matrimoni furono una caratteristica di spicco della cultura inglese degli anni Trenta e Quaranta.

## Biografia

### Infanzia
Nacque a Asthall Manor, Oxfordshire, Inghilterra. Conosciuta dalla famiglia come "Debo", era figlia di David Freeman-Mitford, II barone Redesdale e di Sydney Bowles, nonché una delle sorelle Mitford: Nancy Mitford (28 novembre 1904 - 30 giugno 1973), Pamela Mitford (25 novembre 1907 – 12 aprile 1994), Thomas Mitford (2 gennaio 1909 – 30 marzo 1945), Diana Mitford (17 giugno 1910 – 11 agosto 2003), Unity Mitford (8 agosto 1914 – 28 maggio 1948) e Jessica Mitford (11 settembre 1917 – 22 luglio 1996)

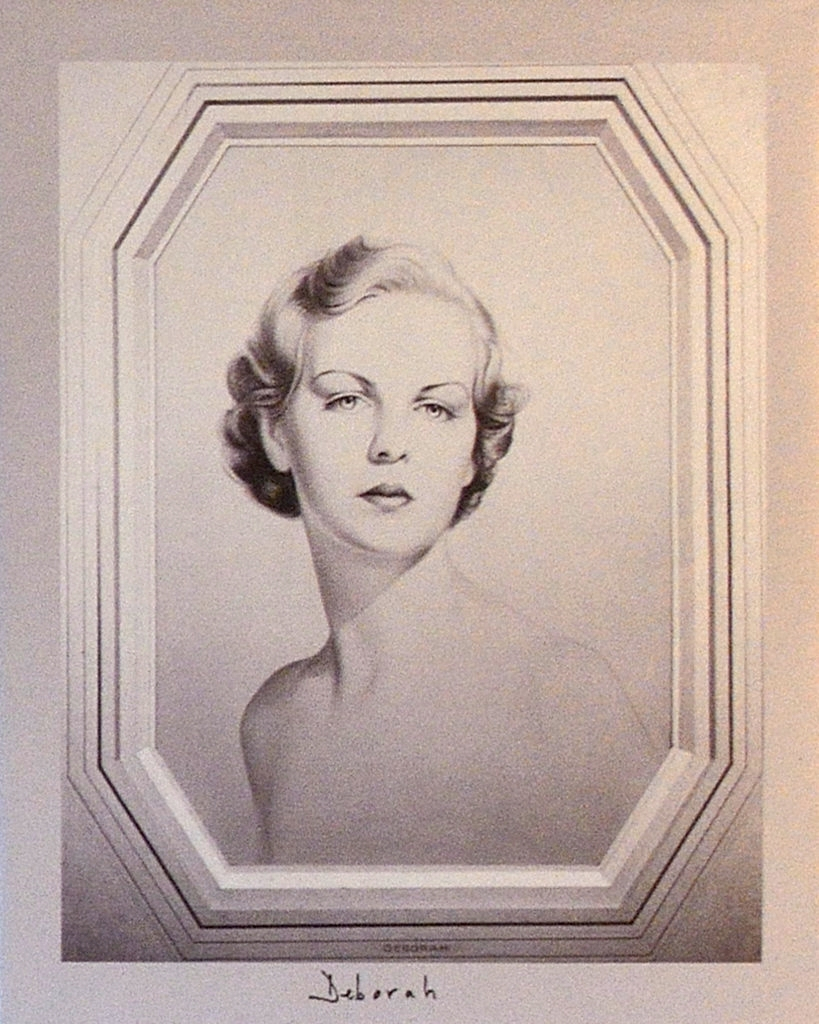
Deborah Mitford nel 1937

### Matrimonio

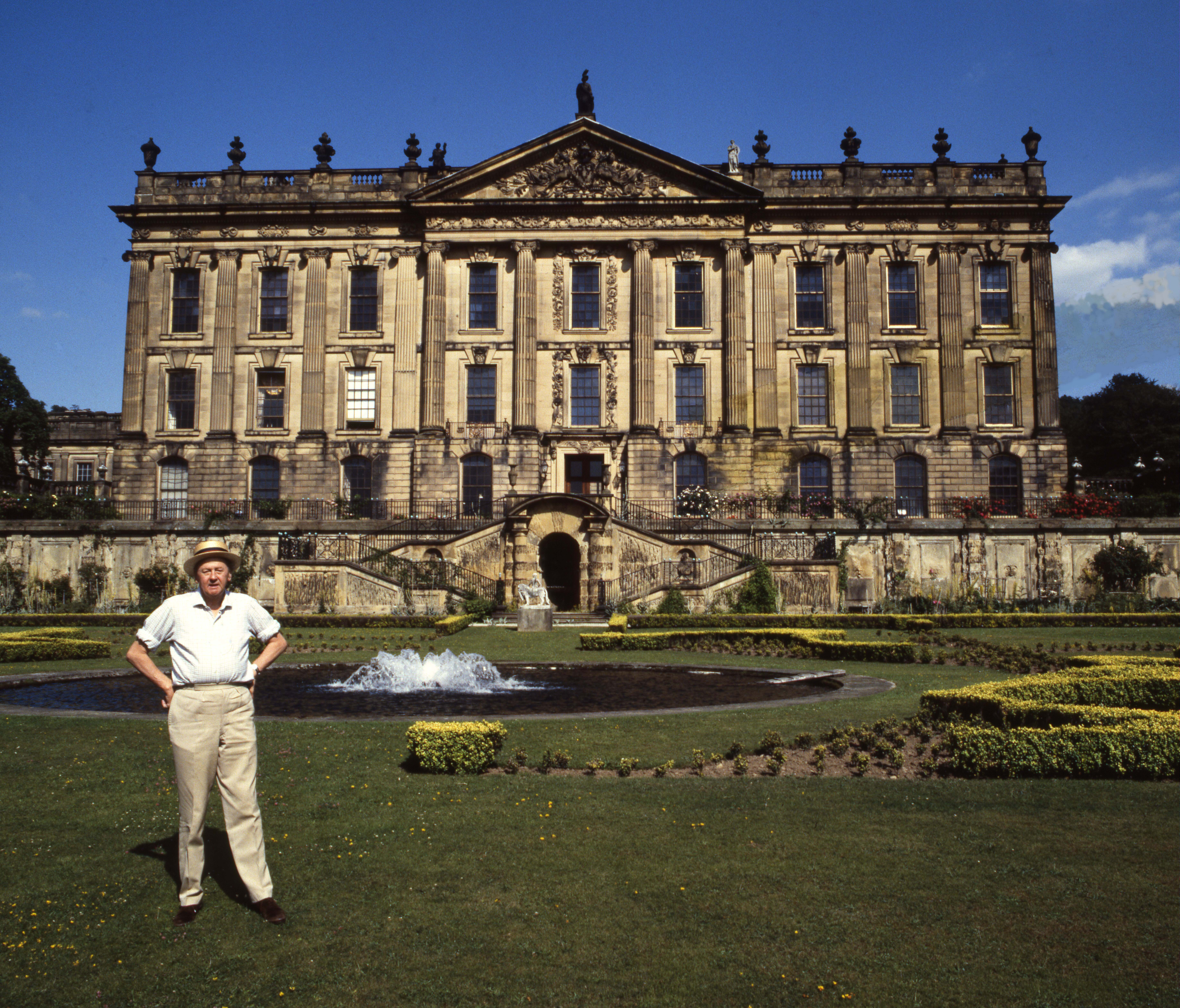
Lord Andrew Cavendish a Chatsworth House

Sposò Lord Andrew Cavendish, figlio minore di Edward, decimo duca di Devonshire, nel 1941. Quando il fratello maggiore del marito, William, fu ucciso in combattimento nel 1944, Cavendish divenne erede del ducato e assunse il titolo di cortesia di marchese di Hartington; nel 1950 a seguito della morte del padre divenne l'XI Duca di Devonshire.

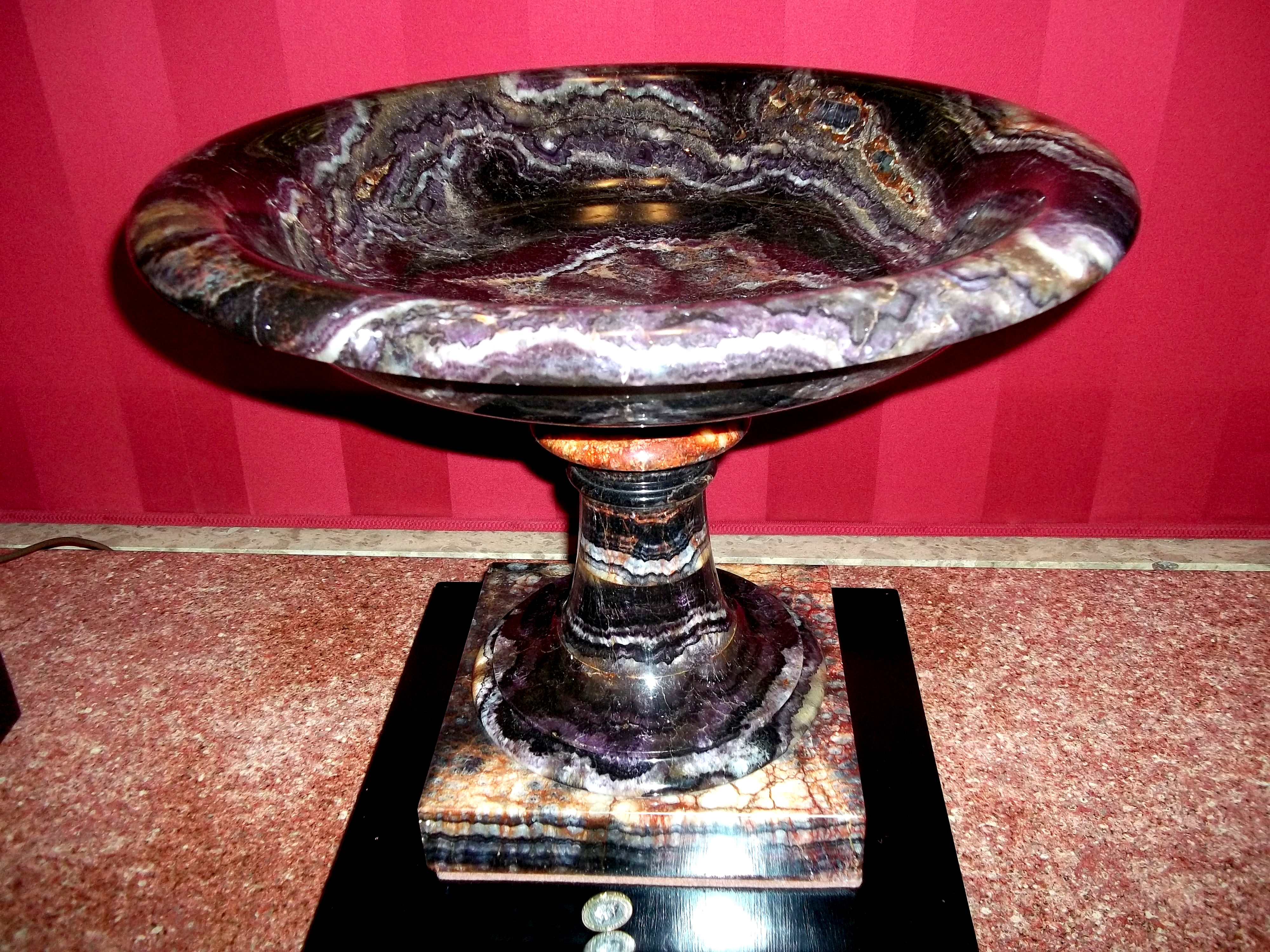
La Tazza Chatsworth parte della Chatsworth Design

Con suo marito la Duchessa fu il principale volto pubblico di Chatsworth per molti decenni. In seguito alla morte di suo marito nel 2004, suo figlio Peregrine Cavendish è diventato il XII Duca di Devonshire. Ha scritto diversi libri su Chatsworth, ed ha giocato un ruolo chiave nella restaurazione della casa, la valorizzazione del giardino e lo sviluppo di attività commerciali ad essa legate. Tra queste il Chatsworth Farm Shop (di una dimensione del tutto diversa dalla maggior parte dei negozi di fattoria in quanto impiega un centinaio di persone), altre vendite al dettaglio di Chatsworth ed esercizi di ristorazione e diverse altre attività derivate, come Chatsworth Food, che vende generi alimentari di lusso che portano la sua firma, e Chatsworth Design, che vende diritti d'immagine di oggetti e disegni dalle collezioni Chatsworth.

### Ultimi anni e morte

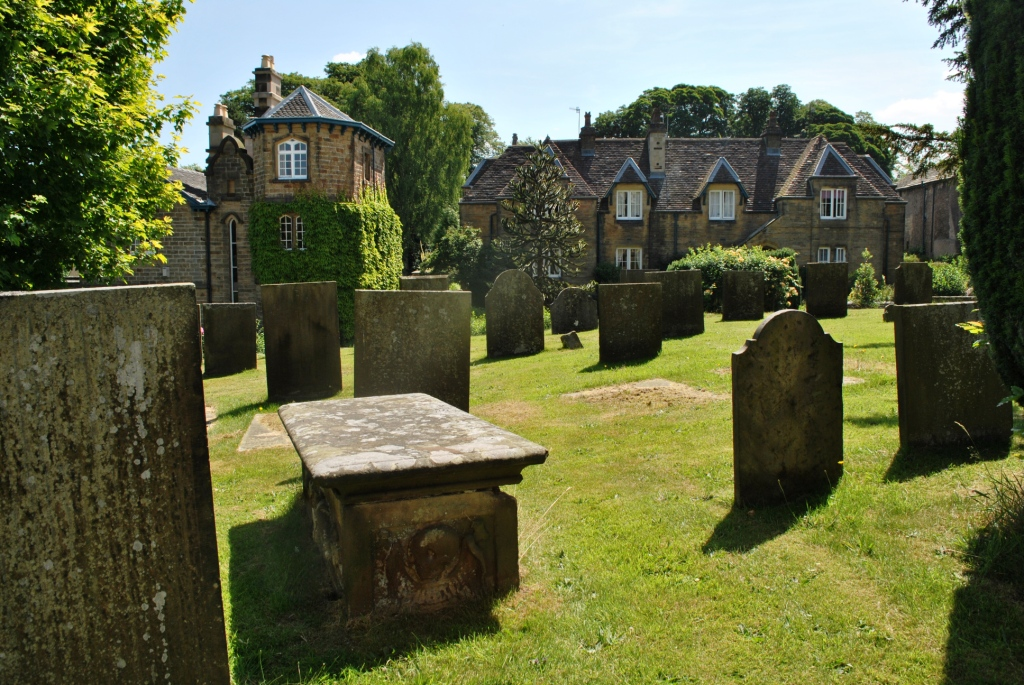
Il cimitero della Chiesa di San Pietro a Edensor, Derbyshire.

Riconoscendo gli imperativi commerciali di gestione di una dimora signorile, ella assume un ruolo molto attivo, come è noto che lei stessa, gestisce la biglietteria per Chatsworth House. Supervisiona anche l'evoluzione del Chatsworth Hotel a Baslow vicino Chatsworth ed il Devonshire Arms Hotel a Bolton Abbey. Nel 1999 la Duchessa di Devonshire fu designata "dame commander" dell'Ordine Reale Vittoriano (DCVO) dalla regina Elisabetta II, per i suoi servigi al Royal Collection Trust. Alla morte del marito nel 2004 ebbe il titolo di Duchessa vedova di Devonshire.
La sua morte, all'età di 94 anni, è stata annunciata il 24 settembre 2014

## Discendenza
Andrew Cavendish, XI duca di Devonshire e Deborah ebbero sei figli, tre dei quali morirono poco dopo la nascita:
- Mark Cavendish (nato e morto il 14 novembre 1941)
- Emma Cavendish (nata il 26 marzo 1943, poi lady Emma Cavendish dal 1950)
- Peregrine Cavendish, XII duca di Devonshire (nato il 27 aprile 1944)
- Victor Cavendish (nato e morto il 22 maggio 1947; ebbe un gemello o gemella abortito nel dicembre 1946)[4]
- lady Mary Cavendish (nata e morta il 5 aprile 1953)
- lady Sophia Cavendish (nata il 18 marzo 1957)

La duchessa era nonna materna della top model Stella Tennant e zia materna di Max Mosley, per anni presidente della Fédération Internationale de l'Automobile (FIA).

## Interviste
In una intervista con John Preston del Daily Telegraph, pubblicata nel settembre 2007, ella ha raccontato di aver preso il tè con Adolf Hitler durante una visita a Monaco di Baviera nel giugno 1937, quando stava visitando la Germania con sua madre e sua sorella Unity, quest'ultima essendo l'unica delle tre a parlare tedesco e, quindi, la sola che portò avanti l'intera conversazione con Hitler. Poco prima di terminare l'intervista, le fu chiesto di scegliere con chi avrebbe preferito prendere il tè: il cantante statunitense Elvis Presley o Hitler. Guardando l'intervistatore con stupore, rispose: "Well, Elvis of course! What an extraordinary question."
Nel 2010, la giornalista della BBC Kirsty Wark intervistò la duchessa per Newsnight. In essa la duchessa parlò della vita degli anni Trenta e Quaranta, di Hitler, di Chatsworth estate e l'emarginazione delle classi più elevate. Fu intervistata anche il 23 dicembre da Charlie Rose per PBS: nell'occasione parlò delle sue memorie e di altri aspetti della sua vita.

## Titoli e trattamento
- 1920 - 1941: L'onorevole Deborah Vivien Freeman-Mitford
- 1941 - 1944: Lady Andrew Cavendish
- 1944 - 1950: La Marchesa di Hartington
- 1950 - 2004: Sua Grazia, la Duchessa di Devonshire
- 2004 - 2014: Sua Grazia, la Duchessa vedova di Devonshire

## Opere
- Chatsworth: The House (1980; edizione rivista 2002)
- The Estate: A View from Chatsworth (1990)
- The Farmyard at Chatsworth (1991) — per bambini
- Treasures of Chatsworth: A Private View (1991)
- The Garden at Chatsworth (1999)
- Counting My Chickens and Other Home Thoughts (2002) — saggi.
- The Chatsworth Cookery Book (2003)
- Round and About Chatsworth (2005)
- Memories of Andrew Devonshire (2007)
- In Tearing Haste: Letters Between Deborah Devonshire and Patrick Leigh Fermor (2008), curato da Charlotte Mosley
- Home to Roost... and Other Peckings (2009)
- Wait for Me!... Memoirs of the Youngest Mitford Sister (2010)

Ha inoltre contribuito a The Spectator. Scrisse l'introduzione alla raccolta giornalistica del 2008 di Diana Mitford, The Pursuit of Laughter.

## Ascendenza
|                                              |                      |                                 | Genitori                                   |  |  | Nonni |  |  | Bisnonni              |  |  | Trisnonni     |  |
|                                              |                      |                                 |                                            |  |  |       |  |  | Henry Reveley Mitford |  |  | Henry Mitford |  |
|                                              |                      |                                 |                                            |  |  |       |  |  | Henry Reveley Mitford |  |  | Henry Mitford |  |
|                                              |                      | Mary Anstruther                 |                                            |  |  |       |  |  | Henry Reveley Mitford |  |  |               |  |
| Algernon Freeman-Mitford, I barone Redesdale |                      |                                 |                                            |  |  |       |  |  | Henry Reveley Mitford |  |  |               |  |
|                                              |                      | Georgiana Ashburnham            | George Ashburnham, III conte di Ashburnham |  |  |       |  |  |                       |  |  |               |  |
|                                              |                      | Georgiana Ashburnham            | George Ashburnham, III conte di Ashburnham |  |  |       |  |  |                       |  |  |               |  |
|                                              |                      | Georgiana Ashburnham            | Charlotte Percy                            |  |  |       |  |  |                       |  |  |               |  |
| David Freeman-Mitford, II barone Redesdale   |                      | Georgiana Ashburnham            |                                            |  |  |       |  |  |                       |  |  |               |  |
|                                              |                      | David Ogilvy, X conte di Airlie | David Ogilvy, IX conte di Airlie           |  |  |       |  |  |                       |  |  |               |  |
|                                              |                      | David Ogilvy, X conte di Airlie | David Ogilvy, IX conte di Airlie           |  |  |       |  |  |                       |  |  |               |  |
|                                              |                      | David Ogilvy, X conte di Airlie | Clementina Drummond                        |  |  |       |  |  |                       |  |  |               |  |
| Clementina Ogilvy                            |                      | David Ogilvy, X conte di Airlie |                                            |  |  |       |  |  |                       |  |  |               |  |
|                                              |                      | Henrietta Stanley               | Edward Stanley, II barone di Alderley      |  |  |       |  |  |                       |  |  |               |  |
|                                              |                      | Henrietta Stanley               | Edward Stanley, II barone di Alderley      |  |  |       |  |  |                       |  |  |               |  |
|                                              |                      | Henrietta Stanley               | Henrietta Maria Dillon-Lee                 |  |  |       |  |  |                       |  |  |               |  |
| Deborah Freeman-Mitford                      |                      | Henrietta Stanley               |                                            |  |  |       |  |  |                       |  |  |               |  |
|                                              | Thomas Milner Gibson | Thomas Gibson                   |                                            |  |  |       |  |  |                       |  |  |               |  |
|                                              | Thomas Milner Gibson | Thomas Gibson                   |                                            |  |  |       |  |  |                       |  |  |               |  |
|                                              | Thomas Milner Gibson | Isabella Glover                 |                                            |  |  |       |  |  |                       |  |  |               |  |
| Thomas Gibson Bowles                         | Thomas Milner Gibson |                                 |                                            |  |  |       |  |  |                       |  |  |               |  |
|                                              |                      | Susannah Bowles                 | William Bowles                             |  |  |       |  |  |                       |  |  |               |  |
|                                              |                      | Susannah Bowles                 | William Bowles                             |  |  |       |  |  |                       |  |  |               |  |
|                                              |                      | Susannah Bowles                 | Mary Ann Dawes                             |  |  |       |  |  |                       |  |  |               |  |
| Sydney Bowles                                |                      | Susannah Bowles                 |                                            |  |  |       |  |  |                       |  |  |               |  |
|                                              |                      | Charles Evans-Gordon            | George Evans-Gordon                        |  |  |       |  |  |                       |  |  |               |  |
|                                              |                      | Charles Evans-Gordon            | George Evans-Gordon                        |  |  |       |  |  |                       |  |  |               |  |
|                                              |                      | Charles Evans-Gordon            | Frances Spalding                           |  |  |       |  |  |                       |  |  |               |  |
| Jessica Evans-Gordon                         |                      | Charles Evans-Gordon            |                                            |  |  |       |  |  |                       |  |  |               |  |
|                                              |                      | Catherine Rose                  | Alexander Rose                             |  |  |       |  |  |                       |  |  |               |  |
|                                              |                      | Catherine Rose                  | Alexander Rose                             |  |  |       |  |  |                       |  |  |               |  |
|                                              |                      | Catherine Rose                  | Janet McIntosh                             |  |  |       |  |  |                       |  |  |               |  |
|                                              |                      | Catherine Rose                  |                                            |  |  |       |  |  |                       |  |  |               |  |